# Pax Nicephori

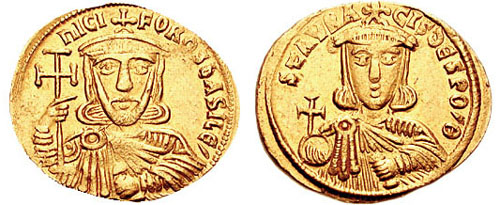
Solido rappresentante il basileus Niceforo I e il figlio Stauracio.

La pax Nicephori, ossia "pace di Niceforo", nota anche come pace di Aquisgrana o trattato di Aquisgrana, prende nome dell'imperatore Niceforo I a cui si è attribuita l'iniziativa di negoziazioni tra Franchi e Bizantini, concernenti principalmente le rispettive posizioni nel nord del mare Adriatico e risoltesi in un primo trattato dell'803, mai ratificato, ed in un secondo trattato più volte ridiscusso e finalmente confermato tra l'811 e l'815. Si può affermare, d'altronde, su un piano più generale, che queste trattative abbiano in qualche modo sancito la riappacificazione fra Bizantini e Franchi dopo la rottura iniziata dal 754 dall'invasione dell'Italia da parte di Pipino il Breve e culminata poi il 25 dicembre 800 nell'incoronazione di Carlo Magno ad imperatore romano d'occidente. Le tappe fondamentali di questo processo di pace si svolsero nella capitale dell'Impero carolingio, Aquisgrana, a Salz e, è dato di pensare, a Costantinopoli. Infatti, dell'intero dossier diplomatico, noto principalmente da fonti letterarie vicine alla corte franca, soltanto tre documenti – due lettere di Carlo Magno ed un diploma di Lotario I che incorpora parte degli articoli stabiliti sotto Pipino d'Italia e Carlo Magno – sono sopravvissuti in copia, mentre due sole ambascerie (802 e 812) sono note ai cronisti bizantini.

## Il papa tra Bizantini e Franchi

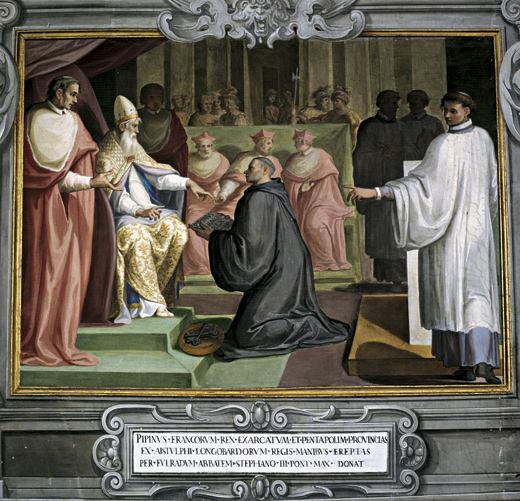
La donazione effettuata da Pipino il Breve delle terre dell'Esarcato di Ravenna al papa Stefano II: tradizionalmente questo momento è considerato la nascita dello Stato della Chiesa.

Nella seconda metà dell'VIII secolo, caduto l'Esarcato d'Italia nel 751, papa Stefano II prendeva possesso del Ducato romano (grossomodo l'attuale Lazio) assumendo un comportamento nettamente indipendente dall'Imperatore bizantino, che in quel momento si trovava in forte crisi, continuamente attaccato dagli Arabi nei themata del Vicino Oriente e dai Bulgari in quelli balcanici, oltreché dai Longobardi nei possedimenti bizantini in Italia. Stefano II, a sua volta gravemente minacciato dal re longobardo Astolfo, che premeva fortemente sui confini del Ducato, non vedendosi soccorso dalle forze di Costantinopoli si risolse a chiedere aiuto ai Franchi, che accettarono di buon grado.
Pipino il Breve, incoronato da poco re dei Franchi grazie anche all'appoggio del Papa, dopo un intervento diplomatico nel 752, non rispettato da Astolfo, scese in Italia con un poderoso esercito e, in due spedizioni nel 754 e nel 756, sbaragliò puntualmente l'esercito dei Longobardi, riuscendo a liberare l'Esarcato con la Pentapoli ed il corridoio bizantino. Ma questi territori riconquistati il re franco, anziché restituirli all'effettivo titolare dell'Impero, preferì consegnarli al Papa, il difensore del Ducato romano, cioè a quello che lo aveva chiamato. A prescindere dal fatto che Stefano si avvalesse d'una donazione di Costantino (7 secoli dopo risultata falsa) che riconosceva alla Sede Romana - oltre al un primato spirituale su tutti Patriarcati orientali ed occidentali dell'antica Chiesa Romana - anche la giurisdizione civile sul territorio dell'ex Impero romano d'Occidente, per avvalorare l'assegnazione a Roma. Ciò, naturalmente, scatenò una ridicola ed inviperita reazione degli ambasciatori bizantini e dell'imperatore Costantino V, il quale però, a differenza di suo padre Leone III, in quel momento non poté fare altro. 
Pipino il Breve morì il 24 settembre 768; divise il suo regno in due parti, ognuna delle quali andò a uno dei figli: Carlo Magno e Carlomanno. A Carlo Magno andò l'Austrasia, la Neustria e l'Aquitania, con capitale Aquisgrana, mentre a Carlomanno spettarono la Provenza e la Borgogna, con capitale Sampussy. Quando Carlomanno morì nel 4 dicembre 771, all'età di soli 22 anni, Carlo Magno si ritrovò a governare il regno dei Franchi unificato.

## Carlo Magno contro i Longobardi

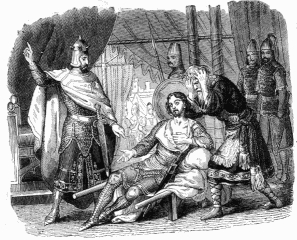
Adelchi sconfitto da Carlo Magno, opta per l'esilio.

Nel 772 morì papa Stefano III, al suo posto fu nominato nuovo papa Adriano I, che era politicamente anti-longobardo; nonostante ciò il re longobardo, Desiderio, mandò un'ambasceria a Roma per portare i suoi omaggi al nuovo papa. Adriano I invitò gli ambasciatori in Laterano e poi, davanti a tutta la curia, accusò il loro re di tradire i patti a causa della mancata consegna dei territori promessi ai predecessori del pontefice. Desiderio passò quindi all'offensiva invadendo l'Esarcato di Ravenna e la Pentapoli. Carlo Magno, impegnato in quel momento contro i Sassoni, cercò di riappacificare la situazione donando numerosi tesori a Desiderio e sperando di riottenerne in cambio i territori strappati al papa. Il re longobardo rifiutò lo scambio e Carlo, che non poteva permettere che fosse appannato il suo prestigio come protettore del papato, mosse guerra al Longobardi e invase l'Italia nel 773.
Il grosso dell'esercito, comandato dal sovrano stesso, superò il passo del Moncenisio e attaccò le armate di Desiderio presso la città di Susa. Il re longobardo riuscì ad arginare l'invasione, ma intanto un'altra armata franca, guidata dallo zio di Carlo, Bernardo, attraversò il Gran San Bernardo e ridiscese la Valle d'Aosta, puntando contro il secondo troncone dell'esercito longobardo, affidato ad Adelchi. Quest'ultimo fu sbaragliato e dovette ritirarsi a marce forzate mentre Desiderio si rinserrava nella capitale del suo regno, Pavia. I Franchi posero l'assedio alla città dall'ottobre del 773 sino all'inizio dell'anno successivo.
Carlo Magno si diresse a Roma per incontrare Adriano. Giunto in San Pietro, venne incoronato re dei Franchi e il pontefice ottenne in cambio la conferma dei territori attribuiti in precedenza alla Chiesa dai re longobardi. Nel 774, alla capitolazione di Pavia e di tutto il Regno longobardo, Desiderio fu rinchiuso in un monastero, mentre il figlio Adelchi riparò presso la corte dell'imperatore bizantino Costantino V. Conquistata l'Italia, il re carolingio si proclamò Gratia Dei rex Francorum et Langobardorum, mantenne le istituzioni, le leggi longobarde e confermò i possedimenti ai duchi che avevano servito il precedente re: il ducato di Benevento rimase indipendente ma tributario a Carlo Magno.

## Rapporti tra Carlo Magno e i pontefici

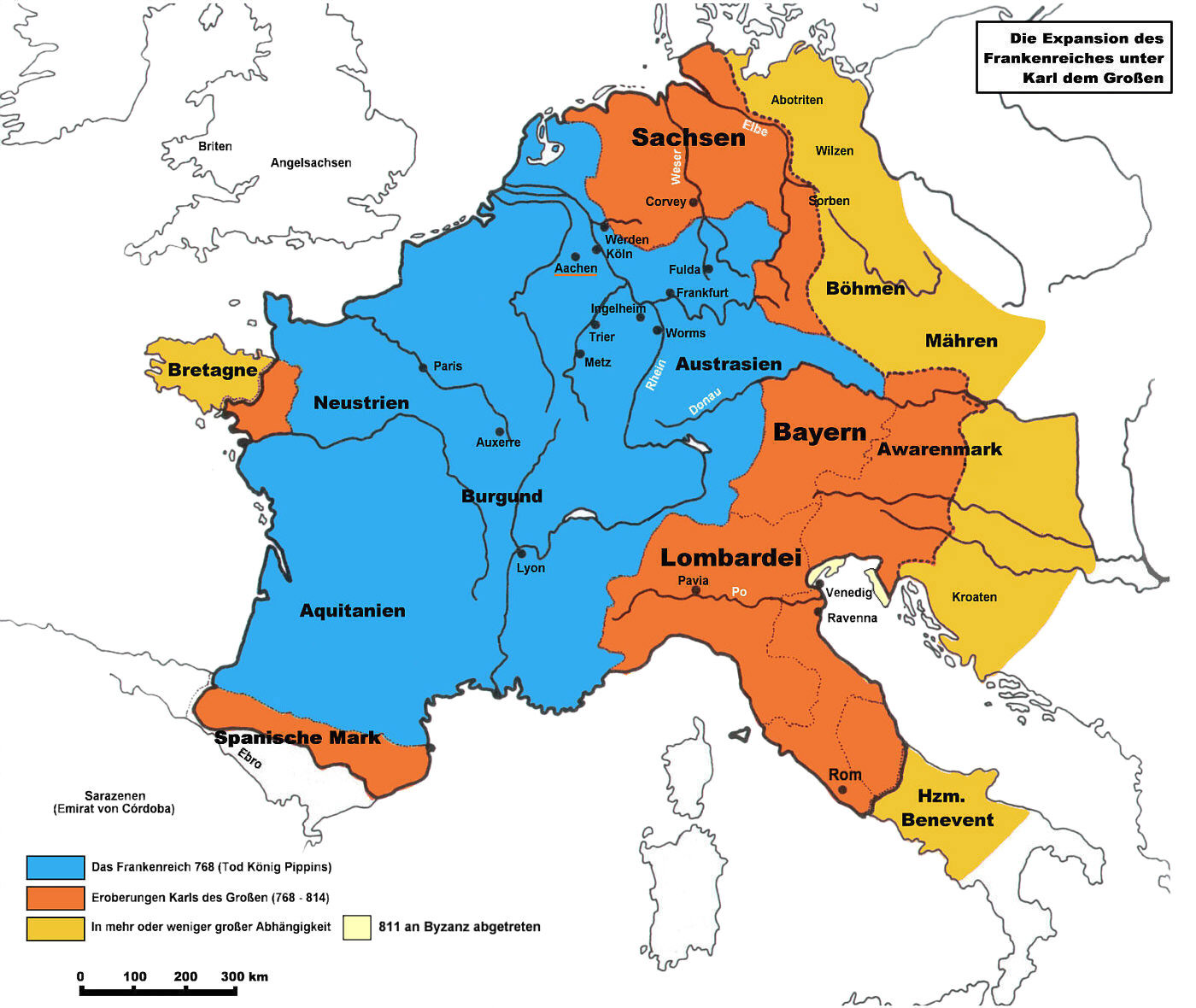
Regno di Carlo Magno, dopo la sconfitta degli avari (791).

I rapporti tra Carlo Magno e Adriano I sono stati ricostruiti dalla letteratura delle missive epistolari che i due si scambiarono per oltre un ventennio. Molte volte, Adriano cercava di ottenere l'appoggio di Carlo riguardo alle frequenti beghe territoriali che minavano lo Stato Pontificio. Una lettera datata 790 contiene le lamentele del pontefice nei riguardi dell'arcivescovo ravennate, Leone, reo di avere sottratto alcune diocesi dell'Esarcato. Durante la sua terza visita a Roma nel 787, Carlo Magno venne raggiunto da un'ambasceria del Duca di Benevento, capeggiata dal figlio Grimoaldo. Lo stesso duca, Arichi, implorava l'Imperatore franco di non invadere il ducato minato dalle mire espansionistiche di Adriano I che intendeva così annettersi i territori a sud del Lazio. Carlo Magno in un primo momento mosse guerra al Ducato di Benevento ma in seguito alla morte dello stesso Duca e del figlio, l'Imperatore si decise a liberarne il secondogenito Romualdo e a reinsediarlo nel regno. Probabilmente Carlo Magno non voleva compromettere i precari equilibri nell'Italia meridionale. Papa Adriano I ne fu talmente risentito che i rapporti tra i due si raffreddarono irrimediabilmente.
Alla morte del pontefice nel 795, quando la notizia gli fu riferita, il sovrano scoppiò in pianto ed il suo biografo Eginardo ci assicura che il cordoglio era sincero.

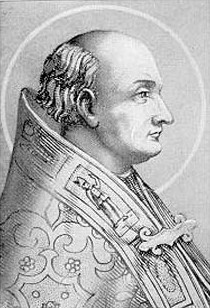
papa Leone III.

Assunse la tiara Papa Leone III che dovette immediatamente vedersela con la famiglia del defunto Adriano I, che ne contestava l'elezione. La guerra sotterranea tra i Palatini e i nipoti dell'ex-pontefice scoppiò nel 799.
Mentre Leone guidava una processione per le vie di Roma, i due nobili Pascale e Campolo guidarono la rivolta: assaltarono la funzione e accecarono il papa, staccandogli anche un pezzo di lingua. Secondo il Liber Pontificalis i suoi sostenitori lo salvarono e a stento ripararono sul monte Celio. La notte stessa apparve in sogno al papa san Pietro che gli restituì la vista e l'udito. Carlo Magno allora lo invitò a stretto giro di posta a Paderborn, sua residenza estiva in Vestfalia. Secondo alcuni storici è durante questi colloqui riservati che il re franco propose al papa di incoronarlo imperatore essendo già di fatto padrone di gran parte dell'Europa. In cambio si prodigò per far cadere le accuse mosse al pontefice dalla nobiltà romana.
Immediatamente prima dell'incoronazione, nella settimana dei preparativi (nel dicembre dell'800), il re franco costituì un'assemblea composta da nobili franchi e vescovi per far conoscere le conclusioni della commissione d'inchiesta riguardo ai due ribelli, Pascale e Campolo. Ufficialmente la sua venuta a Roma aveva lo scopo di dipanare la questione tra il papa e gli eredi di Adriano I. Al termine della seduta, i due vennero condannati a morte - pena in seguito commutata nell'esilio - e Leone III fu riconosciuto legittimo rappresentate al soglio pontificio.

## Incoronazione imperiale di Carlo Magno

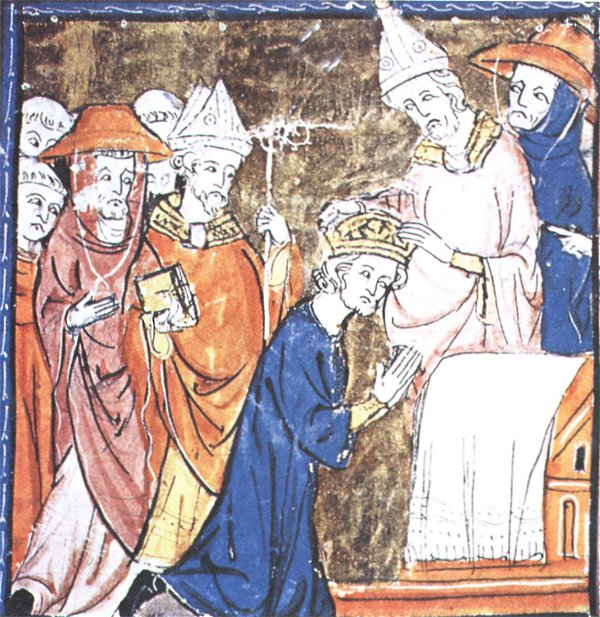
Carlo Magno incoronato imperatore da papa Leone III.

Nella messa di Natale del 25 dicembre 800 a Roma, il papa Leone III incoronò Carlo Magno imperatore romano d'Occidente, titolo che non era più in uso in Occidente dalla abdicazione di Romolo Augusto il 4 settembre 476, con la caduta dell'Impero romano d'Occidente.
Le fonti primarie principali che narrano l'incoronazione, gli Annales e la Vita Karoli, sono discordi: la prima dice che Carlo Magno venne incoronato imperatore seguendo il rituale degli antichi imperatori romani, gli venne revocato il titolo di patrizio ed acquisì il titolo di Augusto, poi venne acclamato imperatore, come accadeva nell'impero romano d'Oriente; invece la seconda sostiene che se quella sera Carlo Magno avesse saputo delle intenzioni del papa, anche se era una festività importante, non sarebbe entrato in chiesa. Quindi, secondo quest'ultimo documento, Carlo Magno venne incoronato imperatore contro la sua volontà.
La Vita Karoli racconta di come Carlo Magno non intendesse assumere il titolo di Imperatore dei Romani per non entrare in contrasto con l'Impero romano d'Oriente (bizantino), il cui sovrano deteneva dall'epoca di Romolo Augusto il legittimo titolo di Imperatore dei Romani: quando Odoacre aveva deposto l'ultimo imperatore romano d'Occidente le insegne imperiali erano state spedite a Costantinopoli, sancendo in tal modo la fine dell'impero romano d'Occidente. Dunque, per nessun motivo i Bizantini avrebbero riconosciuto ad un sovrano franco il titolo di imperatore. Carlo Magno aveva già abbastanza nemici (Sassoni e Arabi) per mettersi in urto anche con l'Impero bizantino.

## Primi rapporti tra le due corone imperiali

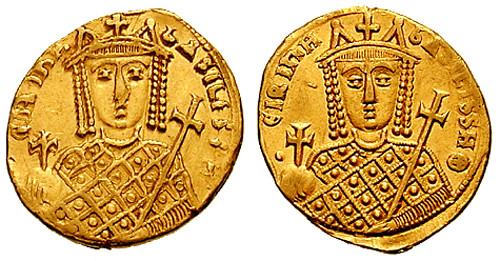
Solidus di Irene.

Il papa incoronò Carlo Magno imperatore per aver un protettore più vicino che potesse proteggerlo non solo dalle incursioni degli Arabi e dei Longobardi ma anche da minacce interne (come ad esempio i seguaci di Papa Adriano che lo avevano aggredito brutalmente). In più nell'ultimo secolo l'Impero bizantino era caduto nell'eresia con l'iconoclastia, ovvero la distruzione delle immagini sacre a cui era contrario il Papa; e se era vero che nel 787 l'Imperatrice Irene  aveva abolito l'iconoclastia, era anche vero che il secondo Concilio di Nicea (787) non aveva preso minimamente in considerazione la richiesta del pontefice di riavere sotto la sua giurisdizione le terre dell'Italia meridionale e l'Illirico, annesse al Patriarcato di Costantinopoli dall'iconoclasta Leone III nel 731 per punire l'avverso pontefice; inoltre, anche a causa di una traduzione imprecisa dei provvedimenti del Concilio di Nicea, Carlo Magno e l'Occidente condannarono il II Concilio di Nicea, con il Concilio di Francoforte (794),  poiché ritenevano che i Bizantini fossero passati nell'errore opposto, ovvero venerare eccessivamente le immagini.
Inoltre, mentre avveniva a Roma l'incoronazione imperiale di Carlo Magno, l'impero bizantino era governato da una donna, Irene, che si faceva chiamare dai suoi sudditi basileus (imperatore), e non basilissa (imperatrice); il Papa considerò il trono vacante in quanto retto da una donna e questo gli permise di eleggere Imperatore Carlo Magno. L'imperatrice dovette assistere impotente a ciò che stava avvenendo a Roma; ella si rifiutò sempre di accettare il titolo di imperatore a Carlo Magno, considerando l'incoronazione di Carlo Magno ad opera del papa un atto di usurpazione di potere. Carlo, deciso a unificare Occidente e Oriente, propose a Irene un matrimonio, ma le trattative erano appena iniziate quando Irene venne detronizzata con l'inganno dal suo logoteta Niceforo.
È inoltre da sottolineare le tensioni tra i due imperi ai loro confini, una situazione che portò all'assedio di Tersatto, in cui i franchi furono respinti e il loro comandante, Enrico del Friuli, trovò la morte.

## Prima fase del trattato di pace

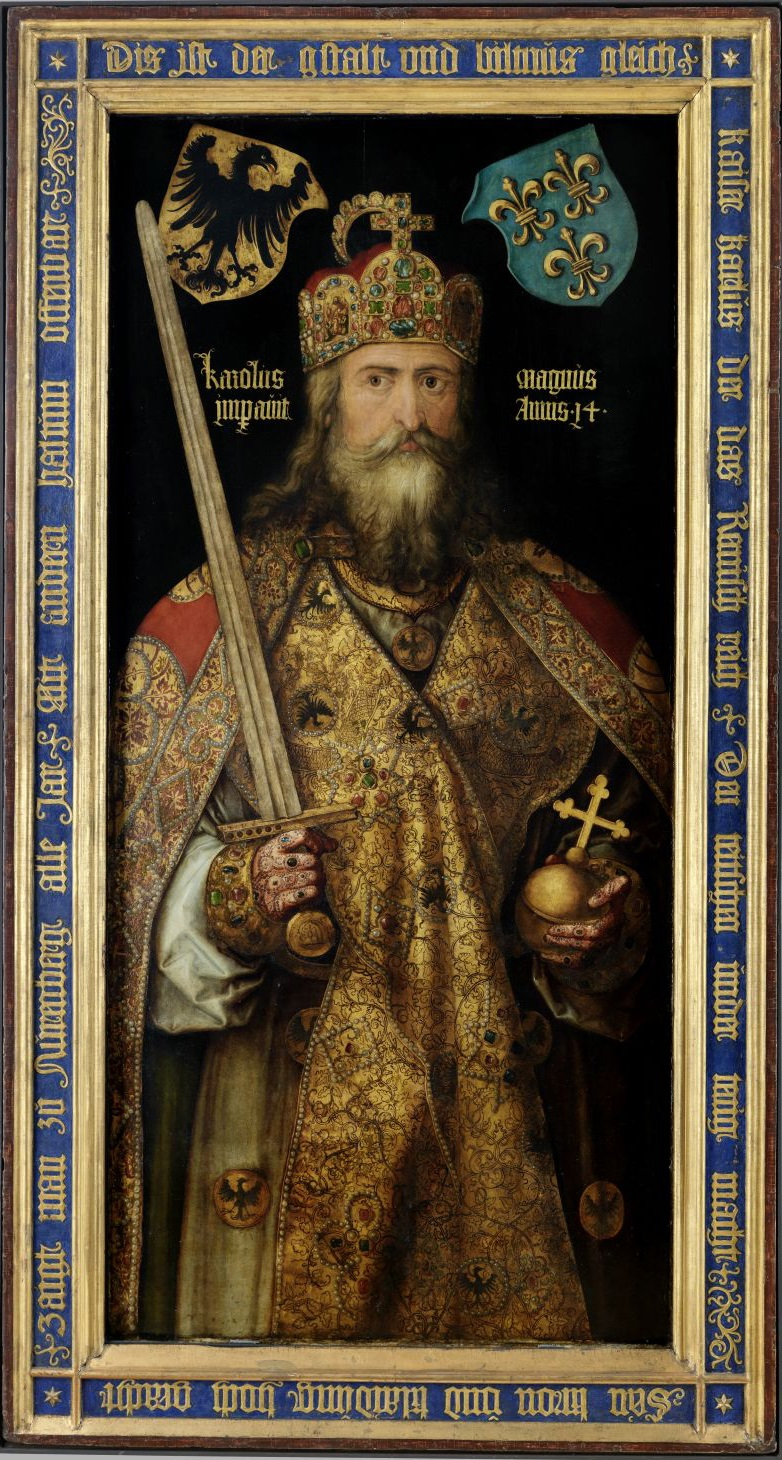
Carlo Magno in un dipinto di Albrecht Dürer, 1511-1513.

Il trattato di Aquisgrana vide impegnati l'Impero bizantino e il neonato Impero carolingio e fu voluto a tutti i costi da Carlo Magno, che voleva metter fine al conflitto che era nato tra Bizantini e Franchi, e voleva che gli fosse riconosciuto il suo stato, il suo potere e il suo titolo imperiale. Per questo avviò delle trattative con l'allora imperatore bizantino, Niceforo I. Quest'ultimo nell'803 mandò i suoi ambasciatori ad Aquisgrana, che era la capitale dell'Impero carolingio, ma non ratificò mai il trattato proposto da Carlo Magno, né ne riconobbe il titolo imperiale.

## Guerra tra i Bizantini e i Franchi
Ma nell'804 assunse il potere nella Venezia il partito filo-franco, che, condotto dal loro capo Obelerio, scacciò dalla città il duca filo-bizantino; sotto il loro nuovo duca Obelerio i Venetici si avvicinarono all'Impero carolingio inviando messi (tra cui il duca stesso) ad Aquisgrana per rendere omaggio a Carlo e per ottenere il riconoscimento del loro dominio (natale 805); l'anno successivo Venezia passò quindi nell'orbita franca, venendo assegnata al figlio di Carlo Pipino. Mentre avveniva ciò, i Venetici, con l'appoggio dei Franchi, strapparono ai Bizantini il possesso della Dalmazia. L'Imperatore bizantino Niceforo I, che solo poco tempo prima aveva firmato la pace, non lasciò la questione irrisolta, ma, con un'azione a sorpresa inviò una flotta condotta da Niceta in Dalmazia, che fu rapidamente riconquistata; Niceta si fermò poi a Venezia, dove ricondusse Obelerio all'obbedienza (per rafforzare i suoi vincoli all'Impero Obelerio ricevette anche un titolo nobiliare) e firmò una tregua di un anno con i Franchi.
Nell'808 un nuovo generale imperiale, Paolo stratego di Cefalonia, giuse a Venezia, pare per continuare le trattative con i Franchi. Dopo aver aggredito Comacchio, fallendo, partì subito dopo, forse costretto dalla riaffermazione del partito filo-franco a Venezia, come fonti filo-franche riferiscono. Nell'809 Venezia fu invasa da Pipino, figlio di Carlo; le fonti sono discordi sull'esito dell'invasione: se fonti filo-franche riferiscono la sottomissione franca della Venezia, fonti venetiche invece sostengono che l'invasione fallì grazie alla strenua resistenza dei Venetici; comunque sia i Venetici furono costretti a pagare un tributo, segno che l'invasione franca aveva avuto almeno un successo parziale. Nell'810 le operazioni militari terminarono e si avviarono le trattative di pace: Niceforo I inviò allora ad Aquisgrana lo spatario Arsafio che negoziò una tregua con Carlo; nell'811 Arsafio ritornò a Costantinopoli, con alcuni inviati di Carlo tra i quali si ricorda Aigone conte di Forlì, per presentare all'Imperatore il trattato che aveva concluso con Carlo; si fermò inoltre anche a Venezia dichiarando deposti i duchi filo-franchi Obelerio e il fratello Beato (associato al potere), sostituendoli con il duca filo-bizantino Partecipazio; Obelerio tentò la fuga ma i Franchi lo catturarono e lo consegnarono ai Bizantini, che lo deportarono in esilio a Costantinopoli.
Le negoziazioni di pace furono interrotte tuttavia da una disgrazia che colpì l'imperatore bizantino, che il 25 luglio 811 fu ferito mortalmente nella battaglia di Pliska, contro i Bulgari guidati dal khan Krum: l'imperatore fu catturato dai soldati bulgari che lo portarono all'accampamento bulgaro, dove Krum ordinò la sua decapitazione (eseguita il 26 luglio); il cranio di Niceforo venne usato come una coppa, su cui Krum bevve per tutta la sua vita.

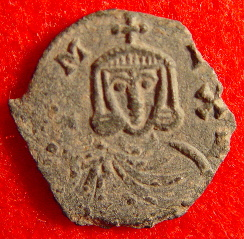
Moneta di Michele I.

A Niceforo I succedette il figlio Stauracio, che però nel corso della battaglia di Pliska aveva subito una ferita mortale, che gli impedì di regnare a lungo. Conscio infatti che in quelle condizioni non avrebbe potuto reggere un impero e tantomeno a lungo, il 2 ottobre di quello stesso anno Stauracio abdicò in favore del cognato Michele I Rangabè, visto che era stato l'unico membro della famiglia imperiale ad uscirne illeso in quella battaglia; Michele dovette però promettere, prima di salire al trono, di continuare le trattative di pace con Carlo Magno.

## Seconda fase del trattato di pace

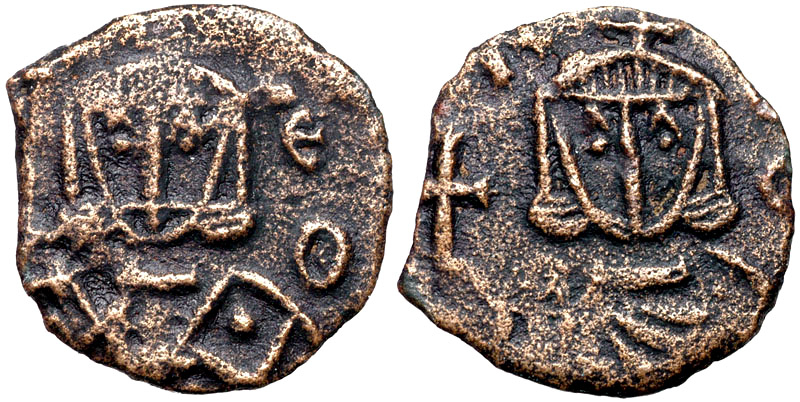
Moneta di Leone V.

Michele I quindi riprese in mano la pace con i Franchi, anche perché i Bulgari erano diventati una minaccia molto temibile dopo la disfatta di Niceforo e i Bizantini avevano bisogno al più presto di una riconciliazione con i Franchi per poter concentrare le loro forze sulla difesa di Costantinopoli dai Bulgari. Gli ambasciatori di Niceforo I erano già ad Aquisgrana da molti mesi e si erano accordati già sui punti più importanti del trattato di pace, linea che fu ripresa da Michele I. Questo trattato, firmato nell'812, sanciva la pace, e i due sovrani riconoscevano la reciproca esistenza, i reciproci diritti e aree di influenza; in più Michele I riconobbe Carlo Magno con il titolo d'imperatore (ma non il titolo di Imperatore dei Romani); il titolo imperiale riconosciuto dai Bizantini all'Imperatore carolingio fu quello di Imperator Romanorum gubernans imperium (Imperatore dei Romani al governo di un Impero) ma in seguito Carlo si accontentò del titolo Imperator et Augustus, riservando il titolo di "Imperatore dei Romani" a Michele I. Grazie a questo trattato l'impero bizantino riacquistò la Venezia marittima, ma riconobbe le pretese dei Franchi sull'Istria e sulla Dalmazia (tranne le città costiere). Il trattato di pace venne ratificato nell'815 dagli Imperatori Leone V (che aveva rovesciato nel frattempo Michele) e Ludovico il Pio, quest'ultimo riconosciuto con la ratifica come imperatore. Comunque sia l'indebolimento dei Carolingi, con la successiva disgregazione del loro impero, unito al contemporaneo rafforzamento dell'Impero bizantino, permise successivamente agli imperatori d'Oriente di disconoscere il trattato dell'812 come se non fosse mai avvenuto.